# جراح‌ماهی سیاه
جراح‌ماهی سیاه (نام علمی: Acanthurus gahhm) نام یک گونه از سرده جراح‌ماهی است.